# The Wild One (Six Flags America)
The Wild One (eerder Giant Coaster) is een houten achtbaan in het Amerikaanse attractiepark Six Flags America te Maryland. Het is een klassieke heen-en-terugachtbaan met enkele heuvels die airtime veroorzaken. Aan het einde van het parcours bevindt zich een helix van 450 graden.
De achtbaan heeft van 1917 tot en met 1985 dienstgedaan in Paragon Park onder de naam Giant Coaster. Hierna werd hij verplaatst en heropgebouwd door de Dinn Corporation, waardoor het vier jaar eerder geopende Six Flags America zijn eerste achtbaan opende.
Sinds 20 juni 2018 is de achtbaan in het bezit van een Coaster Landmark Award, uitgereikt door de American Coaster Enthusiasts. 